# 星咲愛理
星咲 愛理（ほしさき あいり）は、元ストリッパー。
身長159cm、スリーサイズ はB86cm（Dカップ）・W58cm・H85cm。

## 略歴・人物
2001年5月11日、大阪の名門東洋ショーにてデビュー。
2002年3月10日のDX歌舞伎町での公演を最後に劇場から姿を消した。

## 主な出演作品

### テレビ番組
- 女神のささやき（2006年11月）

### 写真集
- In the Dream（竹内彩撮影、2001年11月）- エムウェーブ刊・ISBN 9784901219273